# Château de Streversdorp
Le château de Streversdorp appelé aussi château de Schlossgraaf ou château de Graaf est un château médiéval classé situé à Montzen dans la commune de Plombières au nord de la province de Liège (Belgique). 

## Localisation
Le château est situé rue Château de Graaf, au sud-ouest de la localité de Montzen, dans un vallon alimenté par le Streversdorpbach, un ruisseau sous-affluent de la Gueule. Il se situe à environ 650 m à vol d'oiseau au sud du château de Broich.

## Histoire
D'après certains dires mais sans qu'aucune preuve n'en atteste, une première construction aurait pu être érigée de la fin de l'époque carolingienne, vers 915, du moins pour la partie centrale du bâtiment actuel. La demeure est considérée comme un Wasserburg, terme allemand qualifiant un édifice castral édifié en plaine dont la défense est assurée par la présence de douves.
L'un des premiers propriétaires connus est Egidius de Triversdorp (appelé aussi Aegidius de Drevelsdorp) en 1275, cité dans un acte de 1292 du duc de Limbourg Jean Ier de Brabant, puis Goswin de Treversdorp qui détient la seigneurie au début du XIVe siècle. Cette famille donnera son nom au château. Ensuite, le château a appartenu successivement à Kerstiaen van der Knavel (d'Aix-la-Chapelle) vers 1350, à Reynart de Wilde en 1380, à son gendre Jacques Chabot, à Gérard van Macrelaer en 1403, à Jean van den Horrick vers 1475, à sa fille, épouse de Jacques van der Heyden dit Belderbüsch en 1530, à son fils Guillaume van der Heyden dont le château reste dans cette famille pendant près de trois siècles jusqu'en 1810, année où il est vendu à Arnold-Antoine Thiriart puis au chevalier Xavier (ou Charles) Janne d'Othée en 1908 et, par mariage et partage, à Madame J. Roelants de Stappers. Le château est vendu en 1986 au propriétaire du château de Lontzen.

## Description

### Le château
Le château est bâti principalement en pierre calcaire sur une base rectangulaire d'environ 30 m sur 25 m entourant une petite cour intérieure. La structure des différents éléments constituant le château est complexe. Le bâtiment est ponctué aux angles nord-ouest et sud-ouest de tours circulaires datant du début du XVIe siècle, l'une basse et robuste, l'autre haute et mince. 
A l'est, le donjon du XIIIe siècle, massif et bâti principalement en moellons de grès, abritait la maison forte primitive. Il compte trois niveaux et possède des murs dont la largeur atteint 1,5 m. Des peintures murales de style gothique tardif du début du XVIe siècle se situent sur la voûte en berceau et sur l’ébrasement d’une des baies, au premier étage du donjon.
Le donjon est flanqué au nord d'une aile du XVe siècle et au sud d'un pavillon d'angle du XVIe siècle.

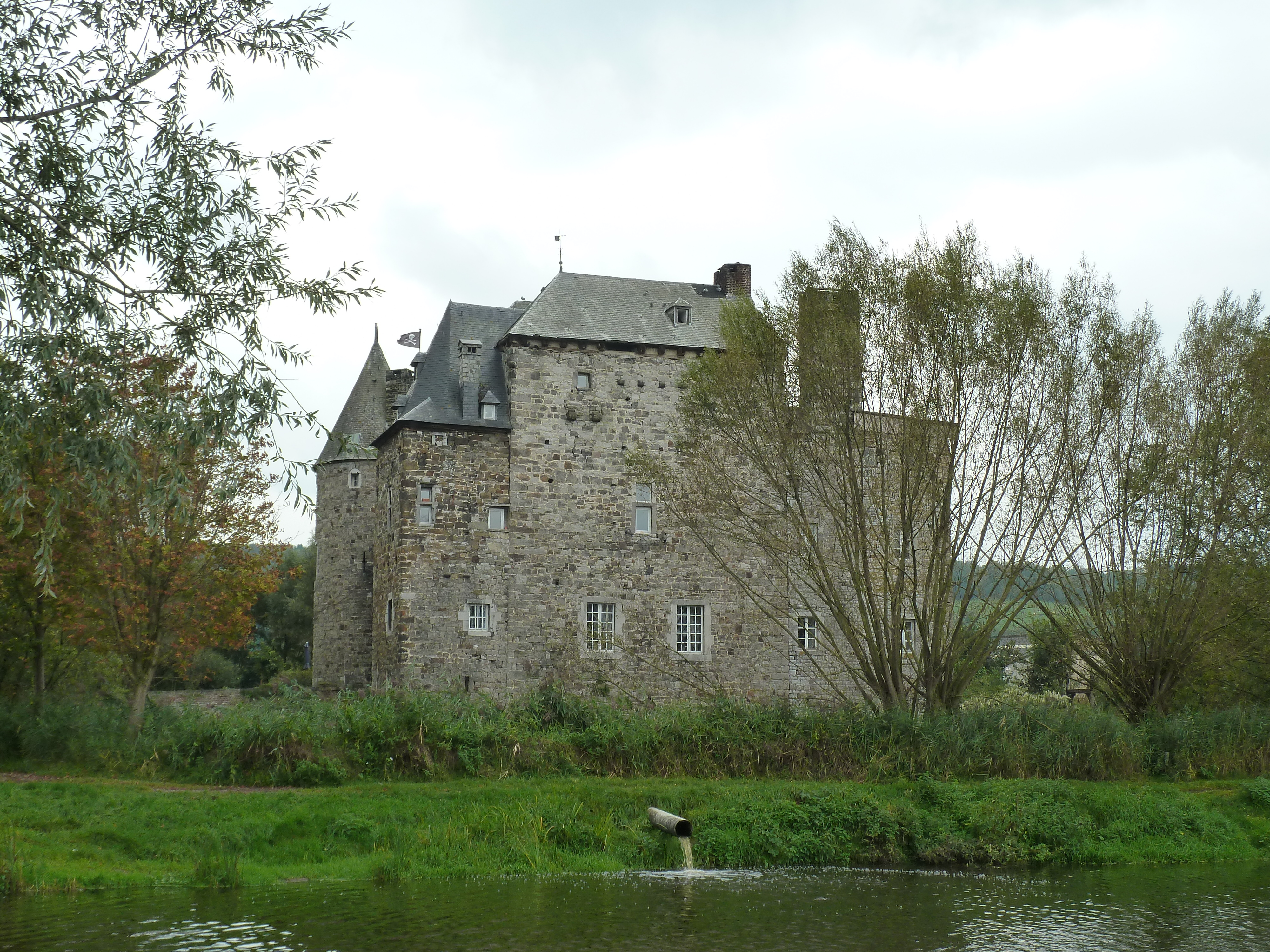
Façade arrière du château de Streversdorp

### Les alentours
Le château est entouré de douves d'une largeur de 15 à 20 m toujours sous eau. Il est accessible par un pont en pierre dallé à trois arches menant jadis au pont-levis.
La chapelle consacrée en 1734 est petit édifice en briques et pierres calcaires accessible par un portail cintré.
La ferme se situe à l'avant du château (côté sud). Elle se compose de deux ailes parallèles de bâtiments agricoles du début du XVIIe siècle et du XVIIIe siècle. Les bâtiments ont été largement remaniés.

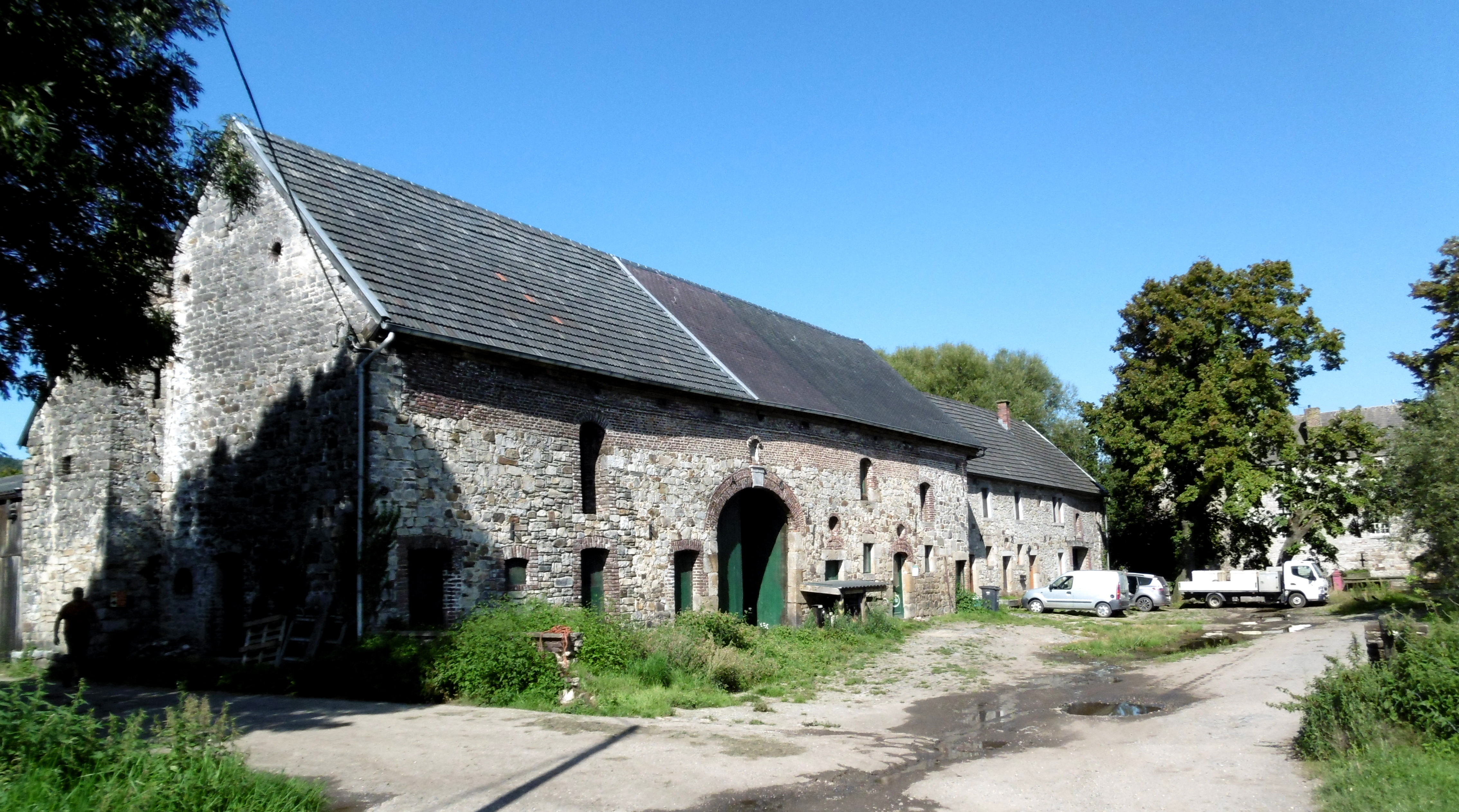
Ferme de Streversdorp

Au nord-est, trois étangs de pêche d'une superficie totale d'environ 1,5 ha sont alimentés par le Streversdorpbach.

## Personnalité liée au château
Charles Léopold von Heydes de Belderbusch est né au château de Streversdorp. Il est baptisé le 8 octobre 1749 à Montzen. Il est un homme politique français sous le Premier Empire, nommé préfet de l'Oise et devenu comte. Il est mort le 22 janvier 1826 à Paris.